# Christian Dailly
Christian Edward Dailly (* 23. Oktober 1973 in Dundee, Schottland) ist ein ehemaliger schottischer Fußballspieler.

## Vereinskarriere
Dailly begann seine Profilaufbahn bereits im Alter von 16 Jahren beim schottischen Erstligaclub Dundee United. Der Abwehrspieler wechselte nach Beendigung seines ersten Profivertrages nach England zu Derby County. Später spielte er bei den Blackburn Rovers und bei West Ham United. Er führte West Ham United in der Saison 2004/05 aus der First Division zurück in die Premier League. Anfang des Jahres 2008 wechselte er zu den Glasgow Rangers. Nach Ablauf des Vertrags bei den Rangers unterschrieb Dailly bei Charlton Athletic in der Football League One. Bei seinem Debüt für Charlton am 8. August 2009 erzielte er nach einem Eckball sein erstes Tor für seinen neuen Verein.

## Nationalmannschaft
Er bestritt insgesamt 34 Partien für die schottische U-21-Auswahl, womit er in dieser Hinsicht einen weltweiten Rekord aufstellte. Christian Dailly gab im 27. Mai 1997 bei der 0:1-Niederlage gegen Wales sein Debüt für die schottische Fußballnationalmannschaft. Der Abwehrspieler qualifizierte sich mit Schottland für die Fußball-Weltmeisterschaft 1998. Die Schotten scheiterten mit nur einem Punkt bereits in der Gruppenphase der Weltmeisterschaft. In zwölf Partien lief Dailly zudem als Kapitän der schottischen Auswahl auf. In 67 Länderspielen für Schottland erzielte er sechs Tore.